# Jadera coturnix
Jadera coturnix är en insektsart som först beskrevs av Hermann Burmeister 1835.  Jadera coturnix ingår i släktet Jadera och familjen smalkantskinnbaggar. Inga underarter finns listade i Catalogue of Life.